# Agnimitra
Agnimitra (? - 140 p.n.e.) – drugi władca  dynastii Sunga. Objął tron po śmierci swego ojca Pusyamitra w 148 roku p.n.e. Panował 8 lat.